# Os pariétal
L'os pariétal est un os pair, plat, formant la plus grande partie de la voûte crânienne.

## Description
Les os pariétaux ont une forme rectangulaire légèrement incurvée.
On leur décrit 
- une face interne (au contact des méninges, parfois appelée face endocrânienne)
- une face externe (au contact du cuir chevelu, appelée aussi face exocrânienne)
- quatre bords et quatre angles:
  - permettant une articulation avec les autres os du crâne,
  - formant des sutures d'aspect géométrique particulières.

### Faces

#### Face interne
La face interne ou endocrânienne est concave.
En regard de l'éminence pariétale de la face externe, elle présente la fosse pariétale.
Dans sa partie antérieure , l'artère méningée moyenne marque l'os du sillon de l'artère méningée moyenne qui part du bord inférieur et remonte en se ramifiant vers le bord supérieur dans la fosse pariétale.
Dans sa partie supérieure et le long du bord supérieur, le sinus sagittal supérieur se loge dans le sillon du sinus sagittal supérieur dont le bord donne insertion à la faux du cerveau. Latéralement à ce sillon, les granulations arachnoïdiennes se logent dans les fossettes granulaires (ou fossettes de Pacchioni).
En bas et en arrière le segment pariétal du sillon du sinus sigmoïde contient le sinus sigmoïde et donne insertion à la tente du cervelet.
Sur l'ensemble de la face on peut distinguer les impressions digitales laissées par les circonvolutions cérébrales.

#### Face externe
La face externe ou exocrânienne est convexe.
Elle laisse apparaître l'éminence pariétale au niveau du plus grand diamètre transversal du crâne.
En dessous se trouve la ligne temporale supérieure qui est dans le prolongement de la ligne temporale de l'os frontal et une ligne d'insertion du fascia du muscle temporal.
Dans sa partie inférieure se trouve la ligne temporale inférieure, ligne d'insertion du muscle temporal.
Au-dessus de l'éminence pariétal, se trouve le foramen pariétal qui laisse le passage à la veine émissaire pariétale.
La zone supérieure est une zone d'insertion de l'aponévrose épicrânienne.

### Angles
L'angle antéro-supérieur ou angle frontal est le point bregma. C'est le point d'union avec l'os pariétal opposé et l'os frontal. C'est le point d'intersection des sutures sagittale et coronale.
L'angle antéro-inférieur ou angle sphénoïdal (de Virchow et Welcker) ou angle de Welcker est le point ptérion. C'est le point d'union avec l'os frontal et l'os sphénoïde. C'est le point d'intersection des sutures coronale et sphéno-pariétale.
L'angle postéro-supérieur ou angle occipital est le point lambda. C'est le point d'union avec l'os pariétal opposé et l'os occipital. C'est le point d'intersection des sutures sagittale et lambdoïde.
L'angle postéro-inférieur ou angle mastoïdien est le point astérion. C'est le point d'union avec l'os occipital et l'os temporal. C'est le point d'intersection des sutures lambdoïde et pariéto-mastoïdienne.

### Bords

#### Bord frontal
Le bord frontal ou bord antérieur s'articule avec l'os frontal formant la suture coronale.
Son tiers inférieur est en biseau interne et sa partie supérieure en biseau externe. Le point de changement de biseau est le point stéphanion.

#### Bord squameux
Le bord squameux ou bord inférieur s'articule avec l'os temporal et l'os sphénoïde. Il se divise en trois segment :
- le segment antérieur ou sphénoïdal s'articule avec la grande aile de l'os sphénoïde pour former la suture sphéno-pariétale,
- le segment moyen ou squameux s'articule avec l'écaille de l'os temporal pour former la suture pariéto-squameuse,
- le segment postérieur ou mastoïdien s'articule avec la portion mastoïdienne de l'os temporal formant la suture pariéto-mastoïdienne.

Entre les segments moyen et postérieur se trouve l'incisure pariétale formant un angle et correspondant à l'entomion.
Le bord est en biseau externe.

#### Bord occipital
Le bord occipital ou bord postérieur s'articule avec l'os occipital formant la suture lambdoïde.
Son tiers inférieur est en biseau interne et sa partie supérieure en biseau externe. Le point de changement de biseau s'appelle le point innominé.

#### Bord sagittal
Le bord sagittal ou bord supérieur ou bord pariétal s'articule avec le bord supérieur de l'os pariétal opposé formant la suture sagittale. Au tiers postérieur se trouve le point obélion

## Embryologie
L'os pariétal est d'origine membraneuse.
Au cours de la 7e semaine de grossesse apparait deux points d'ossification au niveau de l'éminence pariétale qui finissent par fusionner. Les dernières parties à s'ossifier se situent au niveau des fontanelles.

## Galerie

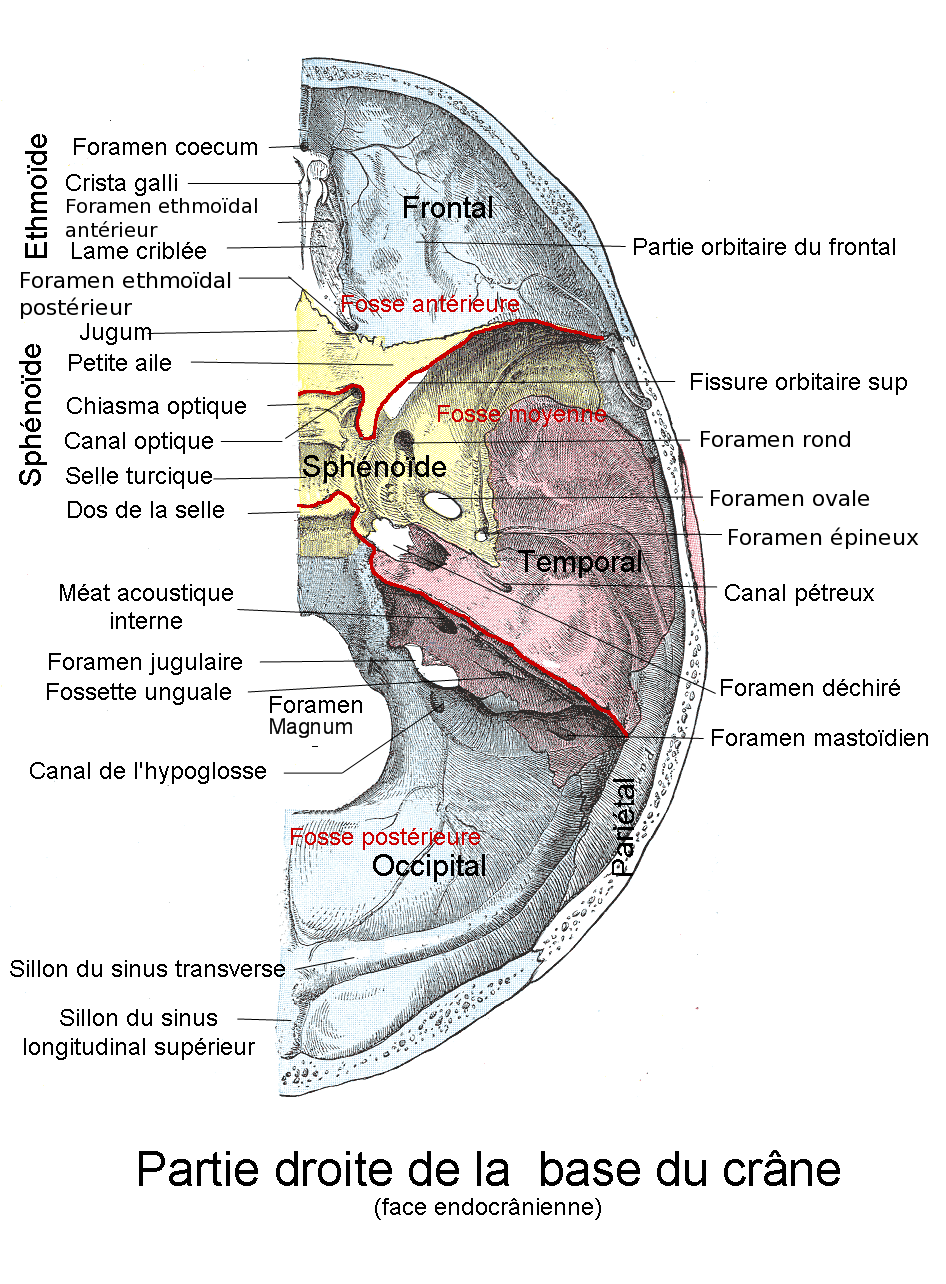
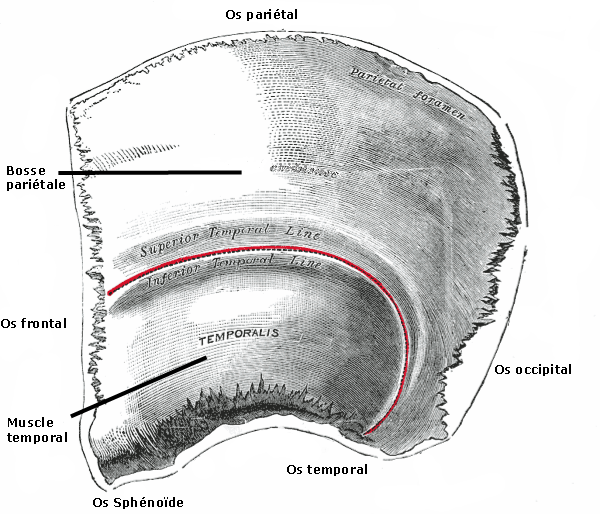
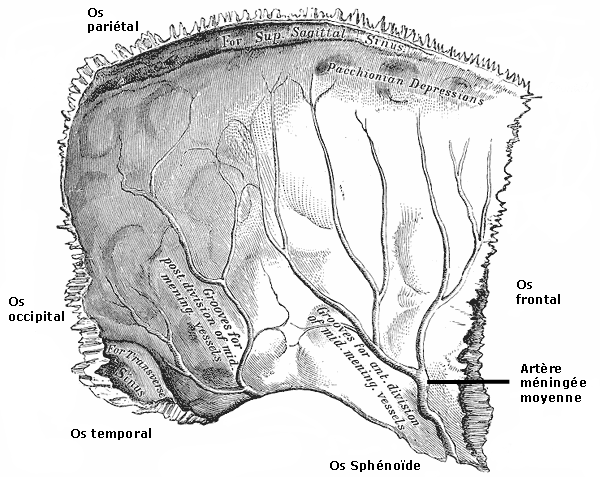